# Фудбалска репрезентација Сара
Фудбалска репрезентација Сара, или Сарланда, је фудбалски тим који је представљао немачку државу Сарланд од 1950. до 1956. док је била под француском окупацијом. Зато што се Француска до 1956. противила да Сарланд буде члан Западне Немачке, управљали су њом одвојено од остатка Немачке као Протекторат Сар. 

## Светска првенства
- 1950. - Прихваћен као члан ФИФА али само две недеље пре такмичења, није учествовала
- 1954. - Није се квалификовала

## Квалификације за Светско првенство 1954.
Једини пут кад је Сар учествовао у квалификацијама за Светско првенство је било за завршни турнир 1954. Они су били додељени у Групу 1 заједно са Западном Немачком и Норвешком. Сар није успео да се квалификује на Светско првенство иако је у последњем колу имао шансу да буде први, али је у одлучујућем мечу изгубио 1-3 од Западне Немачке која се квалификовала на Светско првенство у Швајцарској и на крају га освојила. Испод се налазе резултати и табела квалификационе групе у којој се такмичио Сар.
| Датум               | Место     | Домаћин         | Резултат | Гост            |
| ------------------- | --------- | --------------- | -------- | --------------- |
| 24. јун, 1953.      | Осло      | Норвешка        | 2 - 3    | Сар             |
| 19. август, 1953.   | Осло      | Норвешка        | 1 - 1    | Западна Немачка |
| 11. октобар, 1953.  | Штутгарт  | Западна Немачка | 3 - 0    | Сар             |
| 8. новембар, 1953.  | Сарбрикен | Сар             | 0 - 0    | Норвешка        |
| 22. новембар, 1953. | Хамбург   | Западна Немачка | 5 - 1    | Норвешка        |
| 28. март, 1954.     | Сарбрикен | Сар             | 1 - 3    | Западна Немачка |

| Ранг | Тим             | Бод | ИГ | Д | Н | ИЗ | ГД | ГП |
| ---- | --------------- | --- | -- | - | - | -- | -- | -- |
| 1    | Западна Немачка | 7   | 4  | 3 | 1 | 0  | 12 | 3  |
| 2    | Сар             | 3   | 4  | 1 | 1 | 2  | 4  | 8  |
| 3    | Норвешка        | 2   | 4  | 0 | 2 | 2  | 4  | 9  |

Бод = Бодови; ИГ = Играо утакмица; Д = Добио; Н = Нерешио; ИЗ = Изгубио; ГД = Голова дао; ГП = Голова примио; 

## Химна
Сарланд пошто се тек одвојио од Немачке, није имао своју националну химну, и тако је прва међународна утакмица (1950-те са Швајцарском) била разлог да се "Ich weiß, wo ein liebliches, freundliches Tal" користи као химна на таквим догађајима.